# Barbatula nuda
Barbatula nuda är en fiskart som först beskrevs av Bleeker, 1864.  Barbatula nuda ingår i släktet Barbatula och familjen grönlingsfiskar. Inga underarter finns listade.